# Salón de la Fama de la UFC
El Salón de la Fama de la UFC (UFC Hall of Fame) es un salón de la fama que honra a artistas marciales mixtos y personalidades de las artes marciales mixtas (MMA), establecido y mantenido por la promoción estadounidense con sede en Las Vegas (Nevada), Ultimate Fighting Championship (UFC). Además de UFC, este Salón de la Fama reconoce los logros de PRIDE Fighting Championships, World Extreme Cagefighting y Strikeforce; todos los cuales son antiguas organizaciones que con el tiempo han sido adquiridas por UFC y sus empresas matrices.

## Historia
Fue oficialmente establecido el 21 de noviembre de 2003 en el evento UFC 45, y los primeros incluidos fueron los competidores inaugurales del UFC, Royce Gracie y Ken Shamrock.
En 2015, UFC anunció un importante reinicio de su Salón de la Fama. El Salón se dividió en cuatro categorías, o alas, y una nueva clase de leyendas sería incluida de ahora en adelante cada julio en un evento de gala durante la Semana Internacional de la Pelea del UFC en Las Vegas.
Las alas son:
- Ala Moderna: celebrando a los luchadores que hicieron sus debuts profesionales en la era de las Reglas Unificadas de Artes Marciales Mixtas, que entraron en vigor en el UFC 28, el 28 de noviembre de 2000.
- Ala Pionera: conmemorando a los innovadores originales de las MMA, quienes compitieron en peleas profesionales antes de la adopción de las Reglas Unificadas.
- Ala de lucha: reconociendo los combates más grandes, memorables e históricamente importantes.
- Ala de contribuidores: reconociendo contribuciones destacadas fuera de la competencia activa.
- Premio de la comunidad Forrest Griffin: reconociendo a un atleta de UFC por su trabajo voluntario y de caridad, y el impacto que sus esfuerzos tienen en la comunidad.

El nuevo Salón de la Fama fue un proyecto apasionado del exejecutivo de UFC, Anthony Evans, quien presentó la estructura de cuatro alas al presidente de UFC, Dana White, varias veces antes de finalmente obtener el permiso de White en 2015.
El Salón de la Fama de UFC se encuentra en el Instituto de Rendimiento de UFC en las paredes de la escalera del primer y segundo piso.

## Inclusiones

### Ala pionera
| Imagen | País                        | Nombre                   | Fecha de inducción       | Ref.   | Evento de Inducción                                       | Premios reconocidos por UFC |
| ------ | --------------------------- | ------------------------ | ------------------------ | ------ | --------------------------------------------------------- | --- |
|        | Bandera de Brasil           | Royce Gracie             | 21 de noviembre de 2003  | [ 6 ]  | UFC 45                                                    | UFC 1 Ganador del Torneo UFC 2 Ganador del Torneo UFC 4 Ganador del Torneo La mayor victorias en torneos en la historia de la UFC (3) El porcentaje más alto de sumisiones por victoria en la historia de la UFC. (90.91%) Primer luchador en alcanzar 10 peleas en la historia de UFC. |
|        | Bandera de Estados Unidos   | Ken Shamrock             | 21 de noviembre de 2003  | [ 6 ]  | UFC 45                                                    | Campeón Superfight de UFC en una ocasión, con dos defensas. |
|        | Bandera de Estados Unidos   | Dan Severn               | 16 de abril de 2005      | [ 7 ]  | UFC 52                                                    | Campeón Superfight de UFC en una ocasión, UFC 5 Ganador del Torneo . |
|        | Bandera de Estados Unidos   | Randy Couture            | 24 de junio de 2006      | [ 8 ]  | The Ultimate Fighter: Team Ortiz vs. Team Shamrock Finale | Tres veces Campeón de peso pesado de UFC, con tres defensas Dos veces Campeón de peso semipesado de UFC Una vez campeón interino de peso semipesado de UFC UFC 13 Ganador del Torneo de peso pesado mayor reinados como campeón en la historia de la UFC. (6) (5 indiscutidos, 1 interino) Campeón más viejo en la historia de UFC (45 años, 147 días) Mayor eventos principales PPV en la historia de UFC. (18) Primer campeón en ostentar títulos en dos divisiones diferentes. |
|        | Bandera de Estados Unidos   | Mark Coleman             | 1 de marzo de 2008       | [ 9 ]  | UFC 82                                                    | Inaugural y una sola vez campeón de peso pesado de UFC UFC 10 Ganador del Torneo UFC 11 Ganador del Torneo Ganador del Grand Prix de Peso Abierto de Pride en el año 2000.. |
|        | Bandera de Estados Unidos   | Chuck Liddell            | 11 de julio de 2009      | [ 10 ] | UFC 100                                                   | Una vez campeón de peso pesado de UFC con 4 defensas. |
|        | Bandera de Estados Unidos   | Matt Hughes              | 29 de mayo de 2010       | [ 11 ] | UFC 114                                                   | Dos veces campeón de peso wélter de UFC con siete defensas. |
|        | Bandera de Estados Unidos   | Tito Ortiz               | 7 de julio de 2012       | [ 12 ] | UFC 148                                                   | Una vez campeón de peso semipesado con cinco defensas Primer peleador en alcanzar 20 peleas en la historia de UFC. |
|        | Bandera de Estados Unidos   | Pat Miletich             | 5 de julio de 2014       | [ 13 ] | UFC 175                                                   | Inaugural y una vez campeón de peso wélter de UFC con cuatro defensas UFC 16 Ganador del Torneo de peso wélter. |
|        | Bandera de los Países Bajos | Bas Rutten               | 11 de julio de 2015      | [ 14 ] | UFC 189                                                   | Una vez campeón de peso pesado de UFC. |
|        | Bandera de Brasil           | Antônio Rodrigo Nogueira | 10 de julio de 2016      | [ 15 ] | UFC Fan Expo                                              | Una vez campeón de Peso Pesado de Pride . Una vez campeón interino de peso pesado de Pride One-time Una vez campeón interino de peso pesado de UFC. |
|        | Bandera de Estados Unidos   | Don Frye                 | 10 de julio de 2016      | [ 16 ] | UFC Fan Expo                                              | Ganador del Torneo UFC 8 Ganador del Ultimate Ultimate 1996 Tournament. |
|        | Bandera de Estados Unidos   | Maurice Smith            | 6 de julio de 2017       | [ 17 ] | UFC Fan Expo                                              | Una vez Campeón de Peso Pesado de UFC con una defensa. |
|        | Bandera de Japón            | Kazushi Sakuraba         | 6 de julio de 2017       | [ 18 ] | Ceremonia del Salón de la Fama de UFC, 2017.              | Ganador del Torneo de Peso Pesado de UFC en Japón Ganó la pelea más larga en la historia de Pride FC (90:00). |
|        | Bandera de Estados Unidos   | Matt Serra               | 5 de julio de 2018       | [ 19 ] | Ceremonia del Salón de la Fama de UFC, 2018.              | Una vez Campeón de Peso Wélter de UFC Ganador del Torneo de Peso Wélter de The Ultimate Fighter 4 Primer luchador en ganar tanto un Torneo de The Ultimate Fighter como un Campeonato de UFC. |
|        | Bandera de Estados Unidos   | Rich Franklin            | 5 de julio de 2019       | [ 20 ] | Ceremonia del Salón de la Fama de UFC, 2019.              | Una vez Campeón de Peso Mediano de UFC con dos defensas. |
|        | Bandera de Estados Unidos   | Kevin Randleman          | 23 de septiembre de 2021 | [ 21 ] | Ceremonia del Salón de la Fama de UFC, 2020.              | Una vez Campeón de Peso Pesado de UFC con una defensa. |
|        | Bandera de Estados Unidos   | Jens Pulver              | 6 de julio de 2023       | [ 22 ] | Ceremonia del Salón de la Fama de UFC, 2023.              | Una vez Campeón Inaugural de Peso Ligero de UFC con dos defensas |
|        | Bandera de Brasil           | Anderson Silva           | 6 de julio de 2023       | [ 23 ] | Ceremonia del Salón de la Fama de UFC, 2023.              | Una vez Campeón de Peso Mediano de UFC con diez defensas La mayor cantidad de victorias consecutivas en la historia de UFC (16) El reinado más largo de un solo título en la historia de UFC (2,457 días) La mayor cantidad de finalizaciones en peleas por el título en la historia de UFC (9) La mayor cantidad de nocauts en peleas por el título en la historia de UFC (7) La mayor cantidad de derribos en peleas por el título en la historia de UFC (10) La mayor cantidad de bonos Knockout of the Night en la historia de UFC (7). |
|        | Bandera de Brasil           | Wanderlei Silva          | 27 de junio de 2024      | [ 24 ] | Ceremonia del Salón de la Fama de UFC, 2024.              | Una vez Campeón de Peso Mediano de Pride FC con cuatro defensas. Ganador del Grand Prix de Peso Mediano de Pride en 2003 El reinado más largo de un solo título en la historia de Pride FC (1,939 días) Más victorias en la historia de Pride FC (22). La racha invicta más larga en la historia de Pride FC (20) La mayor cantidad de nocauts en la historia de Pride FC (15) La mayor cantidad de victorias en peleas por el título en la historia de Pride FC (5) La mayor cantidad de defensas exitosas consecutivas del título en la historia de Pride FC (4). La mayor cantidad de nocauts (19) y derribos (27) en la historia de Zuffa, LLC (UFC, Pride, WEC, Strikeforce). |
|        | Bandera de Brasil           | Maurício Rua             | 27 de junio de 2024      | [ 25 ] | Ceremonia del Salón de la Fama de UFC, 2024.              | Una vez Campeón de Peso Semipesado de UFC. Empatado en el segundo lugar con la mayor cantidad de bonos por pelea en la historia de la división de Peso Semipesado de UFC (8). Segunda mayor cantidad de nocauts en la historia de la división de Peso Semipesado de UFC (8). Campeón del Grand Prix de Peso Mediano de PRIDE en 2005. |

### Ala moderna
| Imagen | Pais                      | Nombre              | Fecha de inducción       | Ref.   | Evento de inducción                          | Premios reconocidos por UFC |
| ------ | ------------------------- | ------------------- | ------------------------ | ------ | -------------------------------------------- | --- |
|        | Bandera de Estados Unidos | Forrest Griffin     | 6 de julio de 2013       | [ 26 ] | UFC 162                                      | Una vez Campeón de Peso Semipesado de UFC Ganador del Torneo de Peso Semipesado de The Ultimate Fighter 1. |
|        | Bandera de Estados Unidos | B.J. Penn           | 11 de julio de 2015      | [ 27 ] | UFC 189                                      | Una vez Campeón de Peso Wélter de UFC Una vez Campeón de Peso Ligero de UFC con tres defensas. Co-Campeón del Torneo de Peso Ligero de UFC 41. |
|        | Bandera de Estados Unidos | Urijah Faber        | 6 de julio de 2017       | [ 28 ] | Ceremonia del Salón de la Fama de UFC, 2017. | Una vez Campeón de Peso Pluma de WEC con cinco defensas. Cuatro veces retador al Campeonato de Peso Gallo de UFC. |
|        | Bandera de Estados Unidos | Ronda Rousey        | 5 de julio de 2018       | [ 29 ] | Ceremonia del Salón de la Fama de UFC, 2018. | Campeona inaugural y una vez Campeona de Peso Gallo Femenino de UFC con seis defensas Una vez Campeona de Peso Gallo Femenino de Strikeforce con una defensa Primera Campeona Femenina de UFC. |
|        | Bandera de Inglaterra     | Michael Bisping     | 5 de julio de 2019       | [ 30 ] | Ceremonia del Salón de la Fama de UFC, 2019. | Una vez Campeón de Peso Mediano de UFC con una defensa Ganador del Torneo de Peso Semipesado de The Ultimate Fighter 3. |
|        | Bandera de Estados Unidos | Rashad Evans        | 5 de julio de 2019       | [ 31 ] | Ceremonia del Salón de la Fama de UFC, 2019. | Una vez Campeón de Peso Semipesado de UFC Ganador del Torneo de Peso Pesado de The Ultimate Fighter 2. |
|        | Bandera de Canadá         | Georges St-Pierre   | 23 de septiembre de 2021 | [ 21 ] | Ceremonia del Salón de la Fama de UFC, 2020. | Una vez Campeón de Peso Mediano de UFC. Dos veces Campeón de Peso Wélter de UFC con nueve defensas Una vez Campeón Interino de Peso Wélter de UFC. |
|        | Bandera de Rusia          | Khabib Nurmagomedov | 30 de junio de 2022      | [ 32 ] | Ceremonia del Salón de la Fama de UFC, 2022. | Una vez campeón de Peso Ligero de UFC con tres defensas. Encabezó el evento de pago por visión de UFC más vendido en UFC 229 con 2.4 millones de compras de PPV. |
|        | Bandera de Estados Unidos | Daniel Cormier      | 30 de junio de 2022      | [ 34 ] | Ceremonia del Salón de la Fama de UFC, 2022. | Una vez Campeón de Peso Pesado de UFC con una defensa Una vez Campeón de Peso Semipesado de UFC con tres defensas Ganador del Gran Premio de Peso Pesado de Strikeforce.. |
|        | Bandera de Brasil         | José Aldo           | 6 de julio de 2023       | [ 35 ] | Ceremonia del Salón de la Fama de UFC, 2023. | Campeón inaugural y dos veces Campeón de Peso Pluma de UFC con siete defensas Una vez Campeón Interino de Peso Pluma de UFC. Una vez Campeón de Peso Pluma de WEC con dos defensas. |
|        | Bandera de Estados Unidos | Donald Cerrone      | 6 de julio de 2023       | [ 36 ] | Ceremonia del Salón de la Fama de UFC, 2023. | Una vez retador por el Campeonato de Peso Ligero de UFC. Dos veces retador por el Campeonato de Peso Ligero de WEC. una vez retador por el Campeonato Interino de Peso Ligero de WEC. Segunda mayor cantidad de bonos por pelea en la historia de UFC (18). Mayor cantidad de derribos en la historia de UFC (20). |
|        | Bandera de Estados Unidos | Frankie Edgar       | 27 de junio de 2024      | [ 37 ] | Ceremonia del Salón de la Fama de UFC, 2024. | Una vez campeón de peso ligero con tres defensas. |
|        | Bandera de Polonia        | Joanna Jędrzejczyk  | 27 de junio de 2024      | [ 38 ] | Ceremonia del Salón de la Fama de UFC, 2024. | Una vez campeona de peso paja de UFC con cinco defensas. La racha más larga de victorias en la división de peso paja femenino de la UFC. (8). |

### Ala de contribuidores
| Imagen | Nombre                   | Fecha de inducción       | Ref.   | Evento de inducción                         | Contribuidores |
| ------ | ------------------------ | ------------------------ | ------ | ------------------------------------------- | --- |
|        | Charles Lewis Jr. (Mask) | 11 de julio de 2009      | [ 10 ] | UFC 100                                     | Fundó la primera línea importante de ropa de artes marciales mixtas, Tapout. |
|        | Jeff Blatnick            | 11 de julio de 2015      | [ 39 ] | UFC 189                                     | Comentarista, comisionado de la UFC y fue fundamental para ayudar a que la UFC fuera regulada por comisiones atléticas.                                                                                    |
|        | Bob Meyrowitz            | 10 de julio de 2016      | [ 40 ] | UFC Fan Expo                                | Cocreador y propietario de UFC desde UFC 6 hasta que fue vendido a Zuffa en enero de 2001. |
|        | Joe Silva                | 6 de julio de 2017       | [ 41 ] | Ceremonia del Salón de la Fama de UFC, 2017 | Emparejador de combates de UFC desde 1997 hasta 2016. |
|        | Bruce Connal             | 5 de julio de 2018       | [ 42 ] | Ceremonia del Salón de la Fama de UFC, 2018 | Productor de televisión de UFC desde 1997 hasta 2018. |
|        | Art Davie                | 5 de julio de 2018       | [ 43 ] | Ceremonia del Salón de la Fama de UFC, 2018 | Cocreador de UFC, copropietario desde UFC 1 hasta UFC 5 y primer matchmaker de UFC. |
|        | Marc Ratner              | 23 de septiembre de 2021 | [ 21 ] | Ceremonia del Salón de la Fama de UFC, 2020 | Ex director ejecutivo de la Comisión Atlética del Estado de Nevada, actual Vicepresidente de Asuntos Regulatorios de UFC y se le atribuye la legalización de las MMA en los 50 estados y en el extranjero. |

### Ala de lucha
| Pelea                                | Fecha de inducción       | Ref.   | Evento de inducción                          | Notas |
| ------------------------------------ | ------------------------ | ------ | -------------------------------------------- | --- |
| Forrest Griffin vs. Stephan Bonnar I | 6 de julio de 2013       | [ 26 ] | UFC 162                                      | Considerada como una de las mejores peleas en la historia de UFC. Marcó un punto de inflexión para UFC en su camino hacia la aceptación mainstream de las MMA como un deporte popular y legítimo. Forrest Griffin derrotó a Stephan Bonnar por decisión unánime en The Ultimate Fighter 1 Finale. |
| Matt Hughes vs. Frank Trigg II       | 11 de julio de 2015      | [ 39 ] | UFC 189                                      | Por el Campeonato de Peso Wélter de UFC. Matt Hughes venció a Frank Trigg por sumisión en el primer asalto en UFC 52. Sumisión del Año (2005). |
| Mark Coleman vs. Pete Williams       | 10 de julio de 2016      | [ 44 ] | UFC Fan Expo                                 | Pete Williams derrotó a Mark Coleman por nocaut con una patada a la cabeza, el segundo nocaut con una patada a la cabeza en la historia de UFC después de Gordeau vs Tuli (UFC 1) en UFC 17. Uno de los mayores sorpresas en la historia temprana de UFC.                                         |
| Maurício Rua vs. Dan Henderson       | 5 de julio de 2018       | [ 45 ] | Ceremonia del Salón de la Fama de UFC, 2018. | Dan Henderson venció a Maurício Rua por decisión unánime en una pelea de ida y vuelta en UFC 139. Segunda pelea de cinco asaltos sin título en la historia de UFC y la primera en llegar a la distancia completa. Pelea de la Noche. Pelea del Año (2011).                                        |
| Diego Sanchez vs. Clay Guida         | 5 de julio de 2019       | [ 46 ] | Ceremonia del Salón de la Fama de UFC, 2019. | Diego Sánchez venció a Clay Guida por decisión dividida en una pelea de tres rounds, de ida y vuelta, en la división de peso ligero en The Ultimate Fighter: United States vs. United Kingdom Finale.                                                                                             |
| Jon Jones vs. Alexander Gustafsson I | 23 de septiembre de 2021 | [ 47 ] | Ceremonia del Salón de la Fama de UFC, 2020. | Jon Jones venció a Alexander Gustafsson por decisión unánime en una pelea de cinco rounds muy disputada por el Campeonato de Peso Semipesado de UFC en UFC 165. Pelea de la Noche. Pelea del Año (2013).                                                                                          |
| Cub Swanson vs. Doo Ho Choi          | 30 de junio de 2022      | [ 48 ] | Ceremonia del Salón de la Fama de UFC, 2022. | Cub Swanson venció a Dooho Choi por decisión unánime en una pelea de tres rounds, de ida y vuelta, en la división de peso pluma en UFC 206. Pelea de la Noche. Pelea del Año (2016). |
| Robbie Lawler vs. Rory MacDonald II  | 6 de julio de 2023       | [ 49 ] | UFC Hall of Fame Ceremony, 2023              | Robbie Lawler venció a Rory MacDonald por nocaut técnico en el quinto asalto. MacDonald había estado adelante 39-37 en las tarjetas de los tres jueces. Esta pelea fue por el Campeonato de Peso Wélter de UFC en UFC 189. Pelea de la Noche. Pelea del Año (2015).                               |
| Anderson Silva vs. Chael Sonnen I    | 27 de junio de 2024      | [ 50 ] | Ceremonia del Salón de la Fama de UFC, 2024. | Anderson Silva venció a Chael Sonnen en el quinto asalto por sumisión con triángulo-brazo después de ser controlado en el suelo durante la mayoría de la pelea. Esta pelea fue por el Campeonato de Peso Medio de UFC en UFC 117. Pelea de la Noche. Pelea del Año (2010).                        |

### Premio Comunitario Forrest Griffin
| Imagen                          | País                      | Nombre                                                                  | Fecha de inducción       | Ref.   | Evento de inducción                         | Aportes comunitarios |
| ------------------------------- | ------------------------- | ----------------------------------------------------------------------- | ------------------------ | ------ | ------------------------------------------- | --- |
|                                 | Bandera de Estados Unidos | Dustin Poirier                                                          | 23 de septiembre de 2021 | [ 21 ] | Ceremonia del Salón de la Fama de UFC, 2020 | Fundó la Fundación The Good Fight y apoyó otros trabajos de caridad en su ciudad natal de Lafayette, Luisiana.                                              |
|                                 | Bandera de Estados Unidos | Max Holloway                                                            | 30 de junio de 2022      | [ 51 ] | Ceremonia del Salón de la Fama de UFC, 2022 | Apoyó a su comunidad local en Hawái y recaudó fondos para obras de caridad.                                                                                 |
|                                 | Bandera de Georgia        | Giga Chikadze                                                           | 30 de junio de 2022      | [ 52 ] | Ceremonia del Salón de la Fama de UFC, 2022 | Fundó la Fundación Knockout Cancer y recaudó fondos para familias que necesitaban apoyo financiero.                                                         |
| Antônio Rodrigo Nogueira (foto) | Bandera de Brasil         | Hermanos Nogueira (Antônio Rodrigo Nogueira y Antônio Rogério Nogueira) | 6 de julio de 2023       | [ 53 ] | Ceremonia del Salón de la Fama de UFC, 2023 | Devolver a sus comunidades en Brasil y han tenido un impacto positivo en la vida de miles de niños en todo el país.                                         |
|                                 | Bandera de Estados Unidos | Beneil Dariush                                                          | 27 de junio de 2024      | [ 54 ] | Ceremonia del Salón de la Fama de UFC, 2024 | Asociado con la Fundación Shlama para recaudar fondos y concienciar. Ayudó a financiar dos orfanatos en Haití en colaboración con Promise Child Ministries. |